# Féminicide

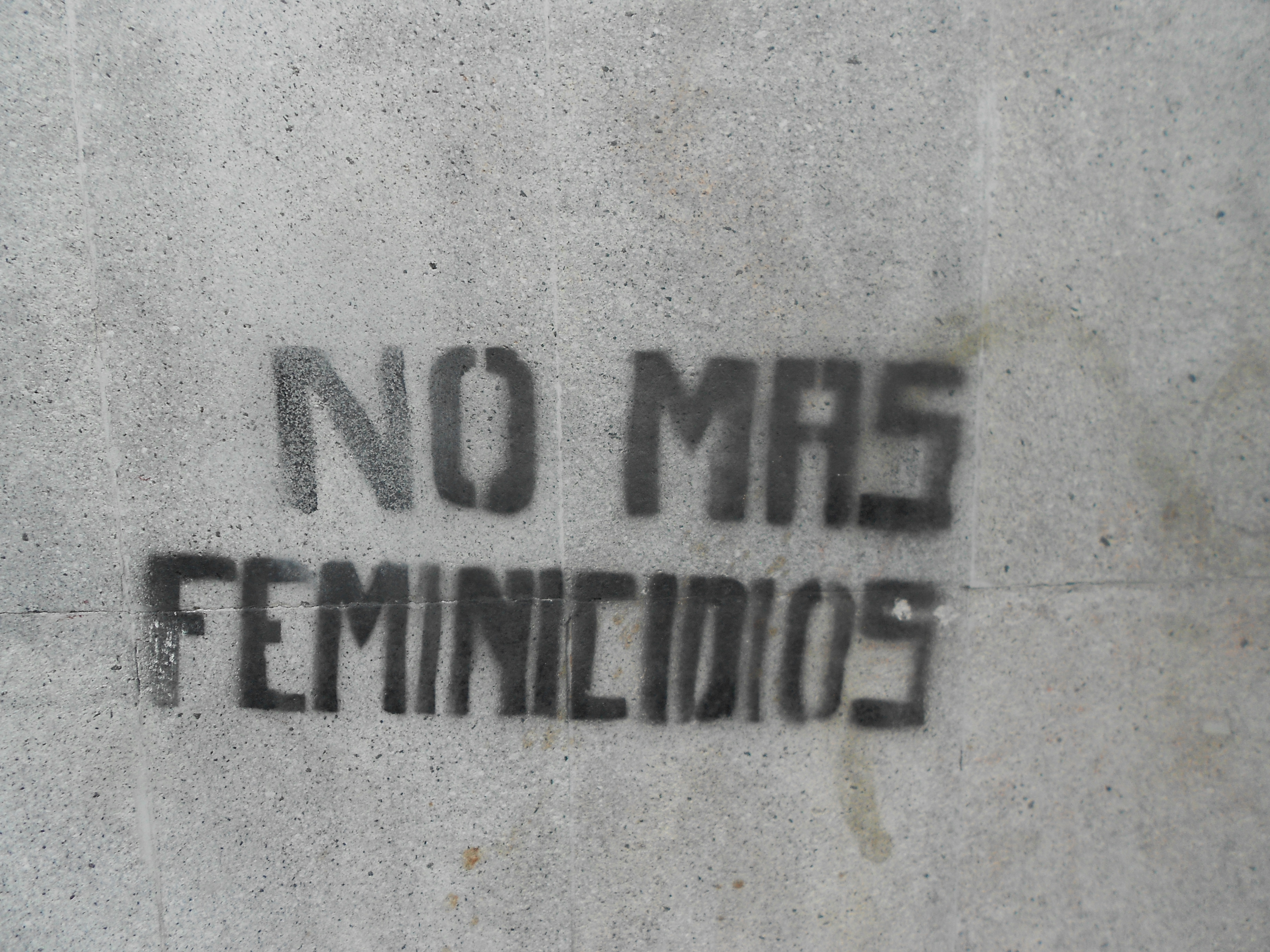
Graffiti contre le féminicide au Mexique.

Le féminicide (ou fémicide, gynécide ou gynocide) désigne le meurtre d’une ou plusieurs femmes ou filles pour la raison qu’elles sont des femmes. Les définitions peuvent varier selon le contexte culturel. La prise en compte juridique des féminicides varie largement de pays à pays, de même que les modes de lutte contre ceux-ci.
L'Organisation mondiale de la santé et l'Organisation des Nations unies proposent des typologies de féminicides. La question des causes des féminicides peut être abordée par la psychologie ou la sociologie, comme par la criminologie.

## Origine du terme, étymologie et définition

### Origine du terme
Dans le texte d'une comédie théâtrale de Paul Scarron, écrite en 1652, le mot femmicide apparaît pour la première fois. Employé dans l'expression « faire femmicide » ; il traduit le désir exprimé par un homme de brutaliser une femme. L'origine de la graphie féminicide est incertaine. L'ethnologue Christine Gamita la relève dans un ouvrage en français datant de 1853 et écrit par Alphonse Toussenel, un disciple de Fourier. Sous la forme d'un adjectif, elle renvoie aux violences faites aux femmes.
Dans un article de l'hebdomadaire Le Monde illustré, publié en 1863, Jules Lecomte forge la locution « lacet féminicide ». Par ce néologisme, le journaliste laisse entendre que les femmes disposeraient d'un instrument pour attraper les hommes et les maintenir sous leur emprise. En 1887, dans une édition du journal Le Rappel, le substantif féminicide est employé pour désigner le meurtre d'une femme par une autre, suivi du suicide de la meurtrière, lors d'une dispute conjugale. La suffragette française Hubertine Auclert l'utilise en 1902 dans le quotidien Le Radical, à propos d'une loi portant sur le divorce et qu'elle qualifie de « féminicide »,. Au fil des siècles, le mot féminicide apparaît et disparaît sous divers sens et sans se fixer comme notion,.

### Étymologie
Le terme est calqué sur homicide avec la racine fēmĭna, æ, f., « femme, femelle » en latin, et le suffixe -cide issu du latin cædo, cĕcīdī, cæsum, cædĕre, « frapper, battre, abattre, tuer, massacrer »,.
Il peut donc être interprété comme une sous-catégorie de l'homicide (le terme latin hŏmo, ĭnis, m. signifiant en latin « homme » en général, « humain », sans distinction de sexe ni de genre), au même titre que le parricide ou l'infanticide. À l'origine, toutefois, le concept de féminicide témoignait de la volonté de spécifier les violences subies par des femmes, parce que femmes, du fait de l'asymétrie de genre des rapports de pouvoirs.

### Définition et concepts

#### Origines américaines
Le terme de « femicide » est popularisé en anglais dans les années 1980 par la Britannique Jill Radford et la Sud-Africaine Diana E. H. Russell, reprenant l'Américaine Carol Orlock (1974). Elles en proposent comme définition, le « meurtre de femmes commis par des hommes parce ce que sont des femmes. » Diana Russell l'utilise publiquement pour la première fois en 1976 lors du Tribunal international des crimes contre les femmes qui se tient à Bruxelles,. Bien que le terme soit déjà connu dans le monde anglophone, Russell y ajoute un sens politique critique et le contextualise dans le cadre d'une pensée politique féministe,. Elle affine ensuite la définition du concept qui devient le « meurtre misogyne de femmes par des hommes ». Cette définition se retrouve dans l'ouvrage de 1992 de Radford et Russell, Femicide : The Politics of Woman Killing (« Fémicide : la politique du meurtre de la femme »),. La Britannique Liz Kelly rajoute ensuite l'idée qu'il s'agit d'une manifestation extrême de violence sexuelle, mettant en évidence la nature genrée de certaines formes de violence envers les femmes, et se focalisant sur ce qu'elle voit comme un désir de l'homme pour le pouvoir, la domination et le contrôle.
Inspirée par le livre de Russell et Radford, l'anthropologue et militante féministe mexicaine Marcela Lagarde propose au début des années 1990 le concept similaire de « feminicidio », traduction en espagnol de l'anglais femicide. Le concept est développé de manière plus contextuelle pour apporter un cadre théorique à la très forte hausse de violences extrêmes et de meurtres de femmes au Mexique, en particulier à Ciudad Juarez. Un de ses éléments centraux est l'impunité, en l'occurrence l'incapacité des autorités à poursuivre et punir les auteurs de ces crimes.
Le concept est ainsi proposé par le mouvement féministe afin de politiser et de remettre en question la violence des hommes envers les femmes. Dès le départ, il comprenait diverses formes spécifiques de violences mortelles commises contre des femmes, telles que les meurtres d'honneur et les meurtres de prostituées. Avec le temps, la définition devient plus floue et générale, élargie par certains auteurs à toute forme d'homicide de femmes et ainsi débarrassée de sa connotation politique.
Au contraire des définitions basées sur celle de Russell, la définition donnée par l'OMS en 2012 inclut de manière implicite les homicides commis par une femme sur une autre femme ou sur une fille, en raison de la condition féminine de la victime.

#### En France
En France, la Commission générale de terminologie et de néologie, qui travaille en lien avec l'Académie française, en a préconisé l'usage dans le domaine du droit en 2014, avec le sens d'« homicide d’une femme, d’une jeune fille ou d’une enfant en raison de son sexe », — ce qui en fait donc un crime sexiste, à l'image du crime raciste (crime de haine commis en raison de la perception raciale de la victime par le meurtrier). Il fait son entrée au dictionnaire Le Robert en 2015 : « meurtre d'une femme, d'une fille, en raison de son sexe ». En 2019, le dictionnaire Le Petit Robert fait du mot « féminicide » son mot de l'année. Il demeure cependant absent en 2019 de la plupart des dictionnaires, et notamment du Trésor de la langue française, et n'est pas reconnu par l'Académie française.
Pour être qualifié de féminicide, l’assassinat d'une femme doit donc nécessairement être associé à des motifs liés à son identité de femme. Tuer une femme pour un mobile crapuleux ou l'homicide involontaire d'une femme ne constituent donc pas des féminicides selon les dictionnaires et référents terminologiques francophones.
Une définition plus englobante, issue semble-t-il de l'usage du mot dans le monde anglophone, consiste à envisager le féminicide comme « le point d’aboutissement ultime d’un continuum de violence et de terreur incluant une large variété d’abus verbaux et physiques, et s’exerçant spécifiquement à l’endroit des femmes ». Cette définition englobe les situations où le viol, l’esclavage sexuel, l’inceste, l’hétérosexualité forcée, les mutilations génitales voire celles effectuées au nom de normes sociales de beauté comme la chirurgie esthétique, provoquent la mort d'une femme.
En 2020, un rapport parlementaire portant sur l’inscription de ce terme dans la loi en a rejeté l’opportunité.

#### Utilisation du terme
« Féminicide » a été retenu de préférence à « uxoricide » (uxor signifiant « épouse » en latin) pour désigner ce qui a été perçu en 1976 comme un fait de société, et parce que l'uxoricide a très longtemps désigné un type très particulier de féminicide, le meurtre d'une femme convaincue d'adultère et excusé par la loi dans le droit romain. L'utilisation du mot féminicide est particulièrement encouragée par les associations féministes. Selon elles, parler de féminicide, c’est transformer un fait divers en fait social, et mettre en lumière le caractère systémique des violences dont sont victimes les femmes dans le monde entier, jusqu'à l'homicide. L’Association des journalistes professionnels a recommandé aux journalistes d'utiliser ce terme, ce que font par exemple Le Monde, ou Slate.
Selon Vinciane Votron, chef de rédaction à la RTBF, le mot féminicide est lourd de sens et ne devrait être employé qu'en présence de tous les éléments permettant de caractériser un meurtre de femme « parce que c'est une femme ». En France, le terme est généralement utilisé dans les médias dans une acception spécifique, lorsqu'une femme est tuée par son conjoint ou son ex-conjoint, et rarement dans d'autres cas. En 2019, sur 173 personnes tuées par leur conjoint en France, 146 sont des femmes (dont une dans le cadre d'un couple homosexuel) et 27 sont des hommes (dont 7 dans des couples gays). Dans l'actualité, le terme féminicide, devenant presque synonyme de crime conjugal, englobe de ce fait très rarement les meurtres d'une travailleuse du sexe par un homme ou d'autres formes de féminicides non intimes.
Le terme est utilisé pour servir de base à des recherches visant à quantifier le nombre de meurtres de femmes qu'on peut qualifier de violence de genre ou de violence masculine,.
Franceinfo diffuse depuis décembre 2019 une courte vidéo sur le terme de féminicide et la définition donnée par différents organismes comme le Petit Robert, l'OMS ou Franceinfo.

#### Typologies
L'OMS distingue quatre catégories :
- Le féminicide « intime » lorsqu'il s'agit du conjoint actuel ou ancien (ce qui en fait un synonyme de crime conjugal).
- Le crime d'honneur est pratiqué par un homme ou une femme, membre de la famille ou du clan de la victime, afin d'en protéger sa réputation. Il est commis lorsque la femme a transgressé des lois morales telles qu'un adultère, la fréquentation d'un garçon sans l'accord de sa famille, ou même après avoir subi un viol.
- Le féminicide lié à la dot correspond à l'homicide d'une femme par sa belle-famille, lors du mariage dû à une dot insuffisante, particulièrement en Inde.
- Le féminicide « non intime » est un crime commis en dehors d'une relation intime avec la victime, donc un homicide commis sur une femme par un ou plusieurs hommes.

Un colloque sur le sujet tenu dans le cadre de l'Office des Nations unies contre la drogue et le crime (UNODC) identifie onze formes que le féminicide peut prendre, entre autres :
1. Meurtre à la suite de violences conjugales
2. Torture et massacre misogyne
3. Assassinat au nom de l'« honneur »
4. Meurtre ciblé dans le contexte des conflits armés
5. Assassinat lié à la dot des femmes
6. Mise à mort des femmes et des filles en raison de leur orientation sexuelle
7. Assassinat systématique de femmes autochtones
8. Fœticide et infanticide
9. Décès à la suite de mutilations génitales
10. Meurtre après accusation de sorcellerie
11. Autres meurtres sexistes associés aux gangs, au crime organisé, au narcotrafic, à la traite des êtres humains et la prolifération des armes légères[42],[16],[43].

## Historique de l'utilisation du terme

### Amérique latine
C'est en Amérique latine dans les années 1960 que s'est engagée la réflexion sur la spécificité des violences faites aux femmes, à la suite notamment du triple meurtre des sœurs Mirabal (Patria Mercedes, María Argentina Minerva et Antonia María Teresa) dites les « Mariposas », engagées dans le mouvement clandestin de lutte contre la dictature de Rafael Trujillo en République dominicaine, et qui a par la suite mené à l'utilisation institutionnelle du terme de féminicide,. À la suite de l'assassinat des sœurs Mirabal en République dominicaine, une Journée internationale pour l'élimination de la violence à l'égard des femmes est instituée d'abord dans différents pays d'Amérique latine avant d'être adoptée par l'Assemblée générale de l'ONU en 1983.
Au Costa Rica et au Mexique, des féministes (Ana Carcedo et Montserrat Sagot au Costa Rica, Marcela Lagarde et Julia Monárrez au Mexique) conceptualisent les notions de respectivement fémicide (femicidio) et féminicide (feminicidio) pour mettre en lumière les rapports de pouvoir de sexe qu'elles décèlent dans les meurtres de femmes, rapports jusque-là invisibilisés. Ces deux mots sont par la suite introduits dans les législations nationales et utilisés de façon interchangeable, mais avec des définitions évacuant en grande partie l'analyse des rapports sociaux de sexe.
Les très nombreux meurtres de femmes à Ciudad Juarez, au Mexique, sont désormais qualifiés de féminicides dans la presse, à la suite de la législation mexicaine intervenue en 2007,.

### Europe

#### Opposition à l'utilisation du terme en francophonie
Selon Charlotte Vanneste, maître de recherches à l’Institut national de criminalistique et de criminologie et chargée de cours à l’Université de Liège, une lecture genrée d'un meurtre est simplificatrice et écrase d’autres réalités, par exemple les facteurs de classe sociale ou encore de culture. Une telle lecture élude également les violences conjugales contre les hommes ou dans les couples homosexuels.
Pour l'association Les Antigones, l'utilisation du terme féminicide relève d'une démarche politique et essentialiste figeant « les hommes dans la position de persécuteurs et les femmes dans celle de victimes »,. Sur son compte Twitter, Alain Jakubowicz, ancien président de la Ligue contre le racisme et l'antisémitisme, réagit au mot « féminicide » en déclarant : « Les violences faites aux femmes sont un sujet trop grave pour être confiées aux feministes »,.
Les détracteurs estiment également que le terme est trop « fourre-tout ». Les partisans de l'utilisation du terme, dont l'écrivaine Diana E.H. Russell, y incluent les avortements sélectifs de fœtus féminins (comme en Chine ou en Arménie), les assassinats systématiques de femmes dans un contexte de guerre, les meurtres commis par un membre de la parenté ou un conjoint, les « crimes d’honneur », les crimes liés à la dot (comme en Inde, Pakistan, Bangladesh), les femmes décédées à l’issue de mutilations génitales ou lors d’avortements clandestins,,,. Le regroupement de ces meurtres de femmes dans une catégorie générale reviendrait donc à simplifier à outrance les innombrables problématiques individuelles.

### ONU et OMS
Le terme féminicide ou fémicide est défini lors d'un symposium tenu en 2012 par l'Office des Nations unies contre la drogue et le crime (UNODC) ou encore par l'Organisation mondiale de la santé (OMS), dans une acception plus large que celle qui prévaut par exemple en France. L'OMS emploie le terme « fémicide » en français en 2012 dans ses brochures d'informations et le définit comme étant l'homicide volontaire d'une femme ; l'UNODC emploie quant à lui les deux termes.

## Statistiques et faits marquants

### Au niveau mondial
Selon l'Office des Nations unies contre les drogues et le crime (UNODC), sur l'ensemble des 87 000 meurtres de femmes répertoriés en 2017, 50 000 femmes (58 %) ont été tuées par leur partenaire ou par un membre de la famille, dont 30 000 (35 %) par leur précédent ou actuel partenaire sexuel,.
Selon le chef de ce même UNODC, « l'endroit le plus dangereux pour une femme » est celui où elle habite ; de plus, il y a des différences marquées entre hommes et femmes par rapport aux meurtres par des proches, liées à des différences de rapports de pouvoir. L'UNODC note également qu'à l'échelle mondiale, le taux de femmes victimes d'homicide est de 13 pour un million, l'Afrique ayant le taux par continent le plus élevé, et l'Asie et l'Europe le plus faible.

### Afrique
Le continent africain est fortement touché par les meurtres et assassinats de femmes dans la sphère conjugale ou familiale, avec 19 000 décès (dont 10 000 dus au partenaire intime), et un taux de 3,1 féminicides de ce type pour 100 000 femmes. Plus des deux tiers (69 %) des femmes tuées en 2017 l'ont été par leur partenaire ou par un membre de la famille. C'est donc au sein de son environnement familial qu'une Africaine a la plus forte probabilité d'être tuée.
De façon plus marginale, l'Afrique connaît tout comme l'Asie et les îles du Pacifique des féminicides dus à des accusations de sorcellerie, bien que les statistiques incomplètes ou non fiables ne permettent pas d'en délimiter l'importance. Même si de jeunes filles peuvent être accusées de sorcellerie, le risque augmente avec l'âge et en milieu rural, et les veuves y sont le plus fortement exposées.

### Amériques

#### Canada
Selon l'Observatoire canadien du fémicide pour la justice et la responsabilisation (OCFJR), qui produit une carte annuelle du féminicide ainsi que divers rapports,, on dénombrait 148 femmes et filles victimes de meurtres en 2018. Selon Statistique Canada, le nombre d'homicides de femmes a baissé de 1980 à 2015, tout en augmentant pour les femmes autochtones. En 2018, parmi les cas résolus, 164 femmes ont été victimes d'un homicide, soit un quart du total. Parmi celles-ci 67 ont été tuées dans un cadre conjugal, soit les trois quarts du total des homicides commis dans ce cadre.
La question des disparitions et meurtres de femmes dans les communautés autochtones, qui ont lieu à un degré significativement plus élevé que dans les autres communautés du pays, fait l'objet de nombreux débats et d'une mobilisation soutenue depuis plusieurs décennies. En 2016, l'Association des femmes autochtones tente d'en faire un recensement et identifie 500 cas, indiquant que son tableau est partiel. Un rapport de la gendarmerie royale parle de 1 181 femmes entre 1980 et 2012. En 2019, une enquête nationale ouverte par le gouvernement fédéral indique avoir recensé plus de 3 000 cas, mais n'avoir pas les moyens de dresser une liste exhaustive. Elle met en cause le caractère systémique de l’incapacité des institutions gouvernementales canadiennes à protéger les femmes autochtones contre les violences, en particulier les violences sexuelles.
Lors de la Tuerie de l'École polytechnique de Montréal, le 6 décembre 1989, quatorze femmes sont abattues pour le simple fait qu’elles sont des femmes. L'homme responsable de ces meurtres se suicide. En novembre 2019, la ville de Montréal déclare l'attentat comme antiféministe, ce qui en fait un événement emblématique au Canada.

#### Mexique

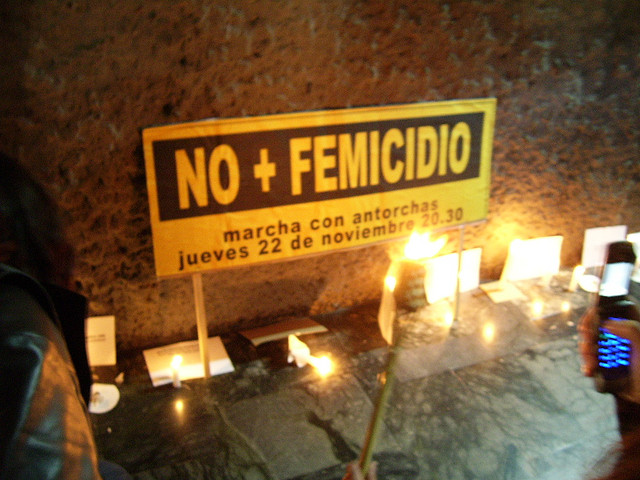
Mémorial contre la violence mortifère faite aux femmes, Chili, 2007.

Au Mexique, dans les États de Chihuahua, Basse-Californie et Guerrero, le taux de féminicides a triplé entre 2005 et 2009 (11,1 pour 100 000 habitants), notamment à la suite de la lutte gouvernementale contre les cartels de la drogue et au développement de réseaux de prostitution[réf. à confirmer].
Depuis les années 1990, Ciudad Juárez, ville frontière du nord du Mexique, au Chihuahua, connaît une série de meurtres de femmes qui lui vaut d'être appelée la « Cité des mortes ». Ainsi, « dans le reste du Mexique, sur dix victimes de meurtres, une seule est une femme. À Ciudad Juárez, dans les années 1990 et 2000, sur dix personnes assassinées, quatre sont des femmes ».
Les féminicides sont si nombreux au Mexique qu'en 2016 Maria Salguero Bañuelos crée une carte interactive des féminicides pour les recenser et les géolocaliser, mais aussi pour identifier les victimes et les nommer,.

### Europe

Féminicides pour 100000 femmes en Europe (2015) (en violet les féminicides par les partenaires intimes, en vert par des membres de la famille).

En Europe, des agences ont d'abord financé des initiatives relatives aux violences de genre, non spécifiquement axées sur les féminicides. La recherche sur ces sujets débute et est encore mal organisée en 2019. Une initiative nommée COST (Cooperation on Science and Technology) Action IS1206 a fondé le premier groupe pan-européen avec des chercheurs et chercheuses qui travaillaient déjà sur ces thématiques au niveau national. L'objectif est d'avancer sur la question des définitions, de l'efficacité des mesures prises pour prévenir les féminicides, et de publier des lignes directrices destinées aux politiques nationales.
Les données disponibles sont limitées : Eurostat ne couvre que vingt pays et les données ne sont pas collectées de manière homogène. Citant les données disponibles pour l'Europe occidentale en 2015, le European Data Journalism Network calcule un taux moyen annuel de féminicides de 0,4 victimes pour 100 000 femmes[source insuffisante]. Les variations d’une année sur l’autre sont importantes ; par exemple, entre 2011 et 2018 le taux a varié entre 2,7 et 4,1 en Allemagne, entre 2,5 à 7,7 en Finlande et entre 0,9 et 4,7 en Lettonie.
À l’échelle européenne des 20  pays dont les données sont fournies par Eurostat, on constate que si le nombre d’homicides baisse globalement entre 2012 et 2015, ce n’est pas le cas pour les féminicides.
Le graphique qui aurait dû être présenté ici ne peut pas être affiché car il utilise l'ancienne extension Graph, désactivée pour des questions de sécurité. Des indications pour créer un nouveau graphique avec la nouvelle extension Chart sont disponibles ici.

#### Espagne
Meurtri par la guerre d'Espagne (1936-1939), durant laquelle ont eu lieu des viols et assassinats de femmes (comme Maravillas Lamberto, à l'âge de 14 ans) et des fusillades de femmes (les fusillées du groupe des Roges des Molinar de Majorque, les 17 Roses de Guillena d'Andalousie ou encore Les Treize Roses de Madrid), le pays s'empare du sujet lors de la transition démocratique, après la mort du dictateur Franco en 1975.
En 1997, le témoignage d'Ana Orantes (1937-1997) est présenté dans l'émission De tarde en tarde d'Irma Soriano, diffusé sur Canal Sur, où elle évoque sa condition de victime de violence conjugale. Elle est assassinée par son mari treize jours après son passage à la télévision, ce qui a de grandes répercussions dans la société espagnole, notamment l'évolution du code pénal.

#### France

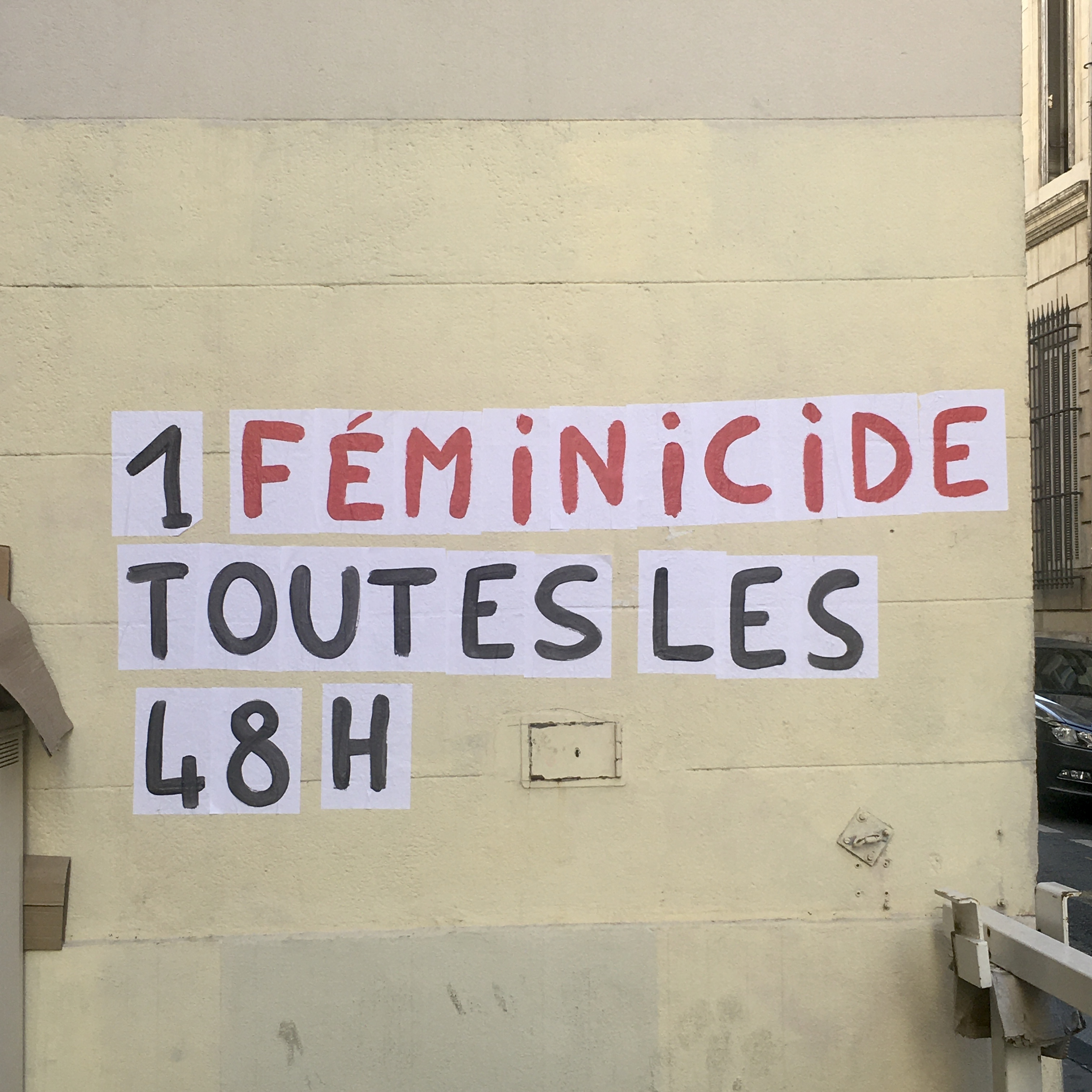
Collage féministe à Marseille dénonçant un féminicide toutes les 48 heures, selon une estimation en 2019.

En France, il n'existe pas d'observatoire officiel des féminicides. Le ministère de l'Intérieur comptabilise cependant les « morts violentes au sein du couple ». Selon un commentaire relevé et partagé par l'AFP, il semblerait que la police française ne considère comme féminicides que les féminicides intimes perpétrés par un partenaire ou ancien partenaire.
On estime à un minimum de 219 000 (soit 1 % de la population totale) le nombre de femmes victimes de violences conjugales de type physique ou sexuel (dont 94 000 victimes de viol ou de tentatives de viol chaque année) tous les ans en France. Dans 19 % des cas, ces violences sexuelles ou physiques sont suivies d'un dépôt de plainte. Les violences contre les femmes n'épargnent aucune génération ou nationalité, c'est d'ailleurs l'une des formes de violation des droits humains les plus présentes.
En 2006, l'Institut médico-légal de Paris publie une enquête qui montre que les meurtres de femmes sont réalisés dans 85 % des cas par leur mari, proche ou partenaire. Cette étude soulève le caractère pathogène du modèle familial encore dominant dans nos sociétés.
Selon un sondage de l'AFP et les chiffres du ministère de l'Intérieur, environ un tiers des conjoints meurtriers de leur épouse se suicident. Ils échappent dès lors aux poursuites et l'absence de procès rend ces meurtres moins visibles pour le grand public.
80 % des homicides conjugaux sont commis par des hommes. Dans sept cas sur dix, l’auteur est sans emploi au moment des faits. L'âge ne semble pas jouer de rôle déterminant. En 2018, 20 % des auteurs avaient été suivis par un service de psychiatrie ou psychologie avant le passage à l’acte. Toujours en 2018, dans plus de la moitié des cas, l'auteur avait consommé de l'alcool, des drogues ou médicaments avant le crime.
En 2018, un tiers des 120 femmes tuées avait auparavant déposé une plainte ou une main courante.
En 2019, selon l’étude nationale relative aux morts violentes au sein du couple, le nombre de féminicides (selon l'acception restreinte de ce terme) a augmenté de 21 % en France avec 146 femmes tuées par leur partenaire ou ex-partenaire. 84 % des victimes de mort violente au sein d’un couple sont des femmes. Le collectif Féminicides par compagnon ou ex compte lui 152 cas. La fréquence estimée est d'un féminicide en France toutes les 48 heures.
En 2021, 122 féminicides ont été recensés, un chiffre en hausse de 20 % par rapport à 2020. De plus, 684 victimes ont tenté de se suicider ou se sont suicidées à la suite du harcèlement de leur conjoint ou ex-conjoint.
En 2022, 118 féminicides sont décomptés par le ministère de la Justice.
En 2023, 94 féminicides sont recensés en France (-20% par rapport à 2022), selon le ministère de la Justice. Plusieurs associations, dont le collectif Nous Toutes, réalisent un comptage différent et pointent 134 féminicides en 2023. Selon ce collectif, 72% des féminicides commis en 2023 sont des féminicides conjugaux.

##### Statistiques Eurostat
Le graphique qui aurait dû être présenté ici ne peut pas être affiché car il utilise l'ancienne extension Graph, désactivée pour des questions de sécurité. Des indications pour créer un nouveau graphique avec la nouvelle extension Chart sont disponibles ici.

##### Statistiques du collectif «Féminicides par compagnons ou ex»
Depuis le 1er janvier 2016, un recensement des femmes présumées victimes de crimes conjugaux est effectué par le Collectif militant Féminicides par compagnons ou ex, aussi bien pour la France métropolitaine que pour la France d'outre-mer. Le Collectif, qui scrute quotidiennement les médias présents sur Internet, a recensé 128 féminicides conjugaux présumés en 2016 ; 138 pour l'année 2017 ; 120 pour l'année 2018 et 152 pour l'année 2019. Au 29 décembre, 98 femmes sont présumées avoir été tuées, en 2020, par leur compagnon ou ex. En 2021, l'organisme NousToutes.org, décompte 113 féminicides au cours de l'année.

##### Statistiques AFP (féminicides au sein du couple)
L'AFP tient son propre compteur de cas présumés à partir du travail effectué par le collectif Féminicides par compagnons ou ex, en menant des investigations complémentaires auprès de la police, des services judiciaires, des mairies ou de l'environnement des victimes : pour 2019 ce compteur fait état d'« au moins 126 cas ». L'écart provient pour 14 cas de cas rejetés par l'AFP dont elle dresse la liste sur son site, car résultant de morts naturelles ou de suicides convenus entre les conjoints, ou de l'absence de liens intimes entre la victime et l'agresseur. 10 cas restent en attente de qualification, du fait de la complexité de l'enquête en cours pour établir les faits, soit à cause de revirements découverts pendant l'enquête.

## Causes et types de féminicides

### Analyses anthropologiques et sociologiques
Selon Anthropen, dictionnaire d’anthropologie contemporaine, le féminicide est « le point d’aboutissement ultime d’un continuum de violence[s] […] s’exerçant spécifiquement à l’endroit des femmes. En d’autres termes, on peut parler de [féminicide] lorsque le viol, l’esclavage sexuel, l’inceste, l’hétérosexualité forcée, les mutilations génitales ou celles effectuées au nom de la beauté comme la chirurgie esthétique, provoquent la mort d’une femme ».
Pour Françoise Héritier, anthropologue, il faut rajouter aux caractéristiques typiques du genre humain telles la bipédie, les mains préhensiles et la conscience, le fait que « l’Homme est la seule espèce où les mâles tuent les femelles de leur espèce ». Pour Héritier, les espèces animales connaissent la violence, mais celle-ci s'exerce uniquement intra-sexe, mâles entre eux ou femelles entre elles : mâles et femelles ne cohabitent pas. Chez l'Homme en revanche, l'existence du couple et de la famille est fondée sur la reconnaissance de la paternité. Pour le sexologue Philippe Brenot, cette reconnaissance de la paternité « ne peut être préservée que par l’enfermement des femelles (femmes) dans ce que l’on a appelé le mariage, essentiellement destiné à empêcher la rencontre avec tout autre mâle. C’est ainsi que ce huis clos « protecteur » de la pureté de la filiation va devenir le lieu de tous les drames voire des meurtres. La machine de la domination masculine est maintenant en place : le mariage comme cadre juridique, la jalousie comme outil de vigilance ». Il synthétise que « cette terrible violence est née au début de l’humanité, pire : elle en est l’origine ! »,.
L’analyse de l’ancienne députée, anthropologue et militante féministe Marcela Lagarde se fonde en grande partie sur le cas de la ville de Ciudad Juárez au Mexique, où entre 1990 et 2006 plus de 300 meurtres de femmes ont été commis. Les meurtres à Ciudad Juárez avait comme particularité que les cadavres furent retrouvés sur des terrains vagues ou dans le désert, de plus les victimes avaient été violées et torturées, mutilées. Dans ce contexte, Marcela Lagarde explique que trois facteurs sont à l’œuvre et se combinent pour rendre possible le féminicide (2010 : xxiii) :
- Le manque de respect des droits humains des femmes, concernant par exemple leur sécurité.
- L’impunité dont bénéficient les meurtriers.
- L’irresponsabilité des autorités et surtout de l’État (le féminicide étant considéré par elle comme un crime d'État).

Dans la mesure où la violence structurelle est tolérée ou même provoquée et entretenue par l’État, des chercheuses tel que Marcela Lagarde ou Marie France Labrecque affirment que celui-ci porte la responsabilité des meurtres de femmes, qu’ils se produisent dans des lieux publics ou au sein de leur foyer.
Selon l'anthropologue Patricia Ravelo Blancas, alors que le Mexique a compté 1 006 féminicides en 2019, il faut « changer les structures mentales qui conçoivent les femmes comme des objets ou des sources de plaisir » et « Il faut générer une culture d'inclusion, de respect et d'égalité ».

### Liens entre féminicide, âge, origine ethnique et grossesse
Les États-Unis présentent un taux de mortalité maternelle anormalement élevée (statistiquement, pour un pays riche)… et qui est en hausse, notamment chez les femmes noires.
En 2003, dans ce pays, le certificats de décès d'une femme doit préciser si elle était enceinte au moment de la mort, ou si la mort a eu lieu dans les 42 jours ou l'année suivant la fin d'une grossesse. Il a fallu attendre 2018 pour que tous les 50 États appliquent cette règle. En 2021, une première étude épidémiologique et statistique, a porté sur deux ans de ces données, montrant qu'il existe dans ce pays un lien significatif entre le risque de féminicide et la grossesse. L’examen des certificats de décès des 50 États américains en 2018 et 2019, montre que 273 femmes ont été tuées durant leur grossesse ou dans l'année suivant la fin de la grossesse, au domicile dans deux tiers des cas. En outre, ces données montrent que :
- « les femmes américaines qui sont enceintes ou qui étaient enceintes au cours des 42 derniers jours (période post-partum) meurent par homicide à plus de deux fois le taux de décès par saignement ou troubles placentaires - les principales causes de décès généralement considérés comme liées à la grossesse ;
- De plus, devenir enceinte augmente le risque de décès par homicide : entre 10 et 44 ans, les femmes enceintes ou dont la grossesse a pris fin au cours de l'année précédente ont une probabilité d’être tuées plus élevée de 16 % que les femmes non enceintes ». Le risque est accru chez les jeunes femmes noires. Ces femmes ont souvent été tuées par un partenaire intime violent (actuels et/ou anciens)[107]. 
Rem : Le CDC n'inclue pas les homicides, les accidents ni les suicides dans les statistiques de causes de « mortalité maternelle », mais cette étude montre qu'être enceinte augmente le risque d'être tué par un proche. Il est probable que les femmes déjà prises dans des relations abusives ont un risque accru d'homicide si elles tombent enceintes[107] ;
- Une femme noire enceinte, déjà exposée à un risque accru de mort par causes obstétricales, risque en outre presque trois fois plus de mourir par homicide que si elle n'était pas enceinte, et ce risque est plus élevé pour une femme noire que pour les femmes hispaniques (le risque pour les femmes d'origine asiatique ou amérindiennes n'a pas pu être calculé en raison d'un échantillon trop petit). In fine, le groupe des femmes noires enceintes ou récemment enceintes a un risque global de mourir 2,5 fois plus élevé de causes liées à la grossesse que les femmes blanches non hispaniques, selon le CDC[107] ;
- Les filles et femmes de 10 à 24 ans ont un risque plus élevé d'homicide pendant la grossesse que celles qui sont plus âgées[107].

### Meurtres de femmes autochtones
Au Canada, le terme de féminicide est de plus en plus utilisé de pair avec l’intersection des facteurs de race et de classe, notamment. Dans ce pays, les statistiques nationales révèlent que le taux d’homicides chez les femmes autochtones est sept fois plus élevé que chez les femmes non-autochtones. « L’État canadien est certes un État de droit, il n’en comporte pas moins certaines caractéristiques patriarcales et coloniales héritées des siècles antérieurs ».

### Féminicides intimes

#### Causes
Les causes menant un homme à tuer sa compagne sont multifactorielles. L'une des raisons, appliquée à une psychologie pathologique, vient de l'incapacité à supporter la rupture du couple, soit car cette rupture renvoie à un traumatisme antérieur, soit parce que ces hommes ont comme seul modèle interne les stéréotypes de la virilité. Un rapport de l’inspection générale de la justice d’octobre 2019 en France constate que 74 % des meurtres sont motivés par la séparation (43 %) ou la jalousie (31 %).
Selon la socio-démographe Maryse Jaspard, qui coordonne l’enquête nationale sur les violences envers les femmes en France, « le moteur, c’est la perte de domination sur l’autre, le refus que l’autre soit libre et existe sans eux. Selon les groupes sociaux auxquels appartiennent les auteurs et leur façon de s’exprimer, ils seront perçus tantôt comme des “grosses brutes”, tantôt comme des hommes “nobles et pleins de passion”. Mais le motif reste le même : la dépossession ».
Une autre cause constatée aussi bien en France qu'aux États-Unis, est « le poids des modèles sociaux de relations privées entre hommes et femmes, et en particulier la persistance du modèle inégalitaire, [qui] comptent pour beaucoup dans le processus qui conduit au meurtre du conjoint ».
Des chercheurs ont mis en exergue l'existence de rapports entre la figure maternelle et celle de la compagne, justifiant que cette dernière soit exposée à des sévices qui n'ont pu être infligées à la mère haïe.

#### Mode opératoire etoverkill
Le féminicide, dans un nombre important de cas — 30 % selon l'étude menée en 2011 par Alexia Delbreil, psychiatre et médecin légiste — se caractérise par un acharnement sur le corps des victimes, en raison du nombre démesuré de coups assénés, et de la multiplicité des modes opératoires. Ce modus operandi caractérise aussi certains féminicides non-conjugaux. Dans son enquête Laëtitia ou la Fin des hommes publiée en 2016, au chapitre 50 intitulé « Féminicide », l'historien Ivan Jablonka écrit que la jeune fille a été « surtuée » (traduction possible de l'anglais overkill). En effet, elle a été simultanément frappée, poignardée et étranglée avant d'être démembrée, ce qui manifeste un « acharnement à tuer »,.
L'analyse conjointe de psychiatres explique ce comportement d'overkill par le décalage entre les faits et la perception qu’en a l’auteur : « il y a, dans la phase précriminelle, une tension psychique tellement intense que lorsqu’un élément précipitant déclenche le passage à l’acte ces hommes sont pris par l’émotion : une fois que le premier geste est donné tous les autres s’enchaînent, sans qu’il y ait de réelle conscience de ce qu’ils sont en train de commettre ». Cependant, l’idée stéréotypée du « coup de folie » est trompeuse, car en France dans de telles affaires l’abolition du discernement n’est presque jamais retenue par les tribunaux, et l’altération rarement, l'auteur du crime étant retenu responsable pénalement après expertise psychiatrique. De même, la notion de crime passionnel, qui s'est développée en raison d'une méconnaissance de la réalité des homicides conjugaux, en prétextant que le meurtre serait un acte isolé découlant d’un amour fou, a pu être instrumentalisée par les avocats. Cependant, elle n'est ni une réalité juridique, ni une réalité sociologique ou psychologique. Sa généalogie remonte aux journalistes du XIXe siècle, et prend fin, en France, lors de l'affaire Cantat.
En 2018 en France, 60 féminicides ont été commis alors que les enfants étaient présents. Traumatisés, ils sont cependant très rarement pris en charge de façon systématique.
Selon l’étude nationale sur les morts violentes au sein du couple, publiée en 2018 par le ministère de l’Intérieur, l'usage de l’arme blanche prédomine, devant les armes à feu, la strangulation, les coups et les armes par destination.
Le même rapport indique qu'en 2018 40,3 % des auteurs de féminicide font, après le crime, une tentative de suicide. Pour le psychiatre Daniel Zagury, ce mode opératoire tendrait à conjurer la perte de l’autre, alors qu'elle tente de s’échapper : « la séparation ne concerne que les vivants, si on meurt ensemble, on ne se sépare pas, on est ensemble pour l’éternité. Le lien n’est pas rompu : c’est un suicide de non-séparation ».

### Fœticides et infanticides
Dans certains pays d'Asie, en particulier la Chine, l'Inde, le Pakistan et l'Afghanistan, la naissance des filles est combattue pour diverses raisons, conduisant à un déficit de femmes.
En Chine la préférence des garçons par rapport aux filles remonte au confucianisme. La tradition veut que le couple de jeunes mariés s'installe chez la famille de l'époux pour subvenir à ses besoins. De plus, donner naissance à un garçon signifie obtenir une garantie de retraite pour les parents. La fille serait ainsi perçue surtout comme une charge économique. Dans ce contexte et vu la démographie grandissante du pays, c'est en 1979 que la politique de l'enfant unique est instaurée. Pour des raisons de tradition les familles désirant un garçon en viennent donc à commettre des infanticides sur leurs filles nouvelles-nées.
En Inde certaines castes considèreraient le garçon comme la « lumière de la maison » du fait qu'il est amené à perpétrer le nom de la famille. Donner naissance à une fille serait considéré comme une forme de malédiction.

### Féminicides politiques
Les femmes peuvent également être assassinées pour des motifs politiques, notamment parce qu'elles défendent les droits des femmes, des personnes LGBT+ ou sont engagées dans la défense de l'environnement. Une enquête internationale de mars 2023 réalisée par Youpress étudie les meurtres de 287 femmes activistes dans 58 pays, perpétrés entre 2010 et 2022. Un tiers de ces assassinats sont classifiés comme des féminicides politiques. « les militantes des droits des femmes sont, de loin, la catégorie de militantes la plus ciblée par des assassinats sur la dernière décennie ». Ces femmes sont majoritairement politiciennes, journalistes ou leader communautaires, tandis que d'autres exercent un métier en plus de leur engagement militant. Elles sont souvent victimes de campagnes de harcèlement et de dénigrement sur les réseaux sociaux (avec des allégations sur leur sexualité ou bien accusées d'être des mauvaises mères), ce qui a pour but de les couper de leur communauté et saper leur crédibilité. Lorsqu'elles portent plainte pour les menaces reçues, elle ne sont souvent pas crues par la police et ne bénéficient pas de protection.
Les femmes victimes de féminicides politiques subissent souvent un acharnement sur leur cadavre (mutilations, destruction par le feu, défiguration à l'acide, etc). L'historienne Lydie Bodiou y voit une volonté des assassins de s'approprier le corps des femmes, qu'ils traitent comme une propriété. Cet overkill vise également à semer la terreur parmi les populations et décourager les autres activistes.
La majorité de ces féminicides ne donnent pas lieu à une enquête ; seulement 15% mènent à un procès. La rapporteure spéciale auprès des Nations unies Mary Lawlor dénonce cette impunité dont bénéficient les meurtriers, et l'explique par le manque de considération envers les femmes de la part des gouvernements et des forces de l'ordre. Les femmes assassinées sont également victimes de stéréotypes de genre dans le traitement de leurs meurtres, qui sont parfois déguisés en suicides ou en féminicides intimes : cela a pour objectif de dépolitiser leur action en renvoyant leur meurtre à une affaire conjugale, et de « salir l’image de la militante pour éviter qu’elle devienne une martyre de sa cause ».
Certains féminicides politiques peuvent renforcer la cause défendue, en choquant l'opinion publique, voire en entraînant des changements législatifs. C'est le cas des féminicides de Marielle Franco, tuée au Brésil en 2018, de Juana Quispe, conseillère municipale bolivienne tuée en 2012 ou de Zara Alvarez, militante tuée aux Philippines en 2020. Toutefois, de nombreuses femmes sont assassinées avant d'avoir pu avoir un impact dans la sphère publique.

### Féminicides commis par des femmes
L'Observatoire canadien du féminicide pour la justice et la responsabilisation, qui retient une définition plus large du féminicide, identifie un grand nombre de types de féminicides. Parmi ceux-ci, il en relève trois qui peuvent être aussi commis par des femmes, selon une catégorisation établie par Diana Russell :
- Les féminicides commis par des femmes qui agiraient avec un mobile de type patriarcal : crimes liés à la dot, infanticides féminins, décès conséquents à des mutilations génitales. Ainsi, en Asie certaines mères seraient contraintes par leur belle-famille à tuer elles-mêmes leur fille à la naissance[120]. D'autres seraient contraintes à avorter dès que le sexe de l'enfant à naître est connu[117].
- Les féminicides commis par des femmes agissant sous l'emprise ou comme complices d'un ou plusieurs hommes : activité au sein de gangs, féminicides d'honneur, dot.
- Les féminicides dont le mobile est personnel : sentimental (féminicide d'une conjointe, d'une rivale), crapuleux, criminel, idéologique[120].

### Les enfants, autres victimes des féminicides
Dans le cas des féminicides intimes, en France, les enfants peuvent aussi être des victimes directes (33 enfants tués en 2013 dans le cadre de violences conjugales) ou être témoins des assassinats. D'autres enfin deviennent orphelins, sans bénéficier jusqu'à il y a peu de temps d'une prise en charge, la première expérimentation remontant à 2016. Un protocole pilote de prise en charge des enfants témoins est testé en 2022.

## Législations

### Pays d'Amérique latine

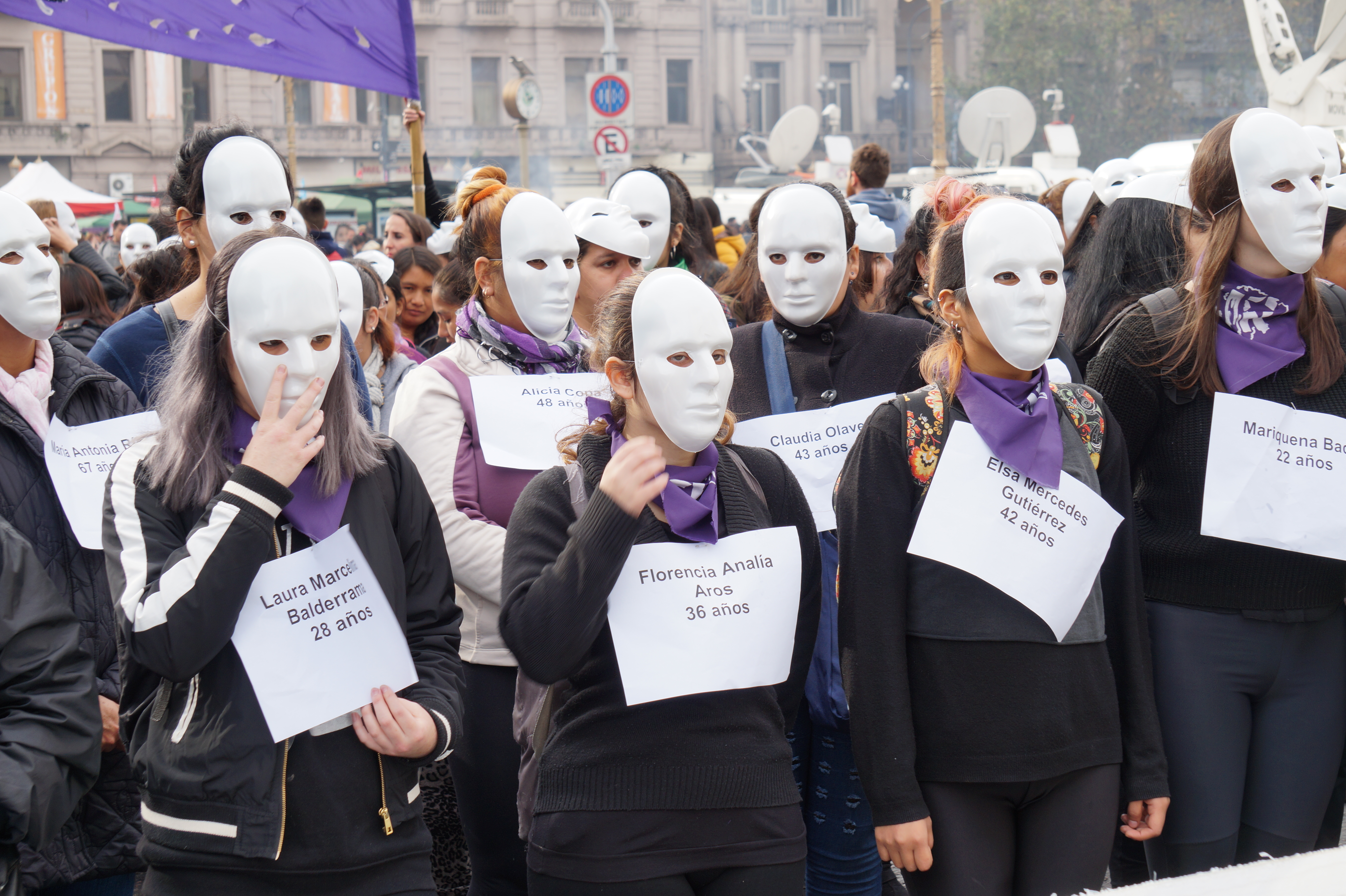
Manifestantes du mouvement Ni una menos rappelant l'identité de femmes assassinées, Buenos Aires, 2017.

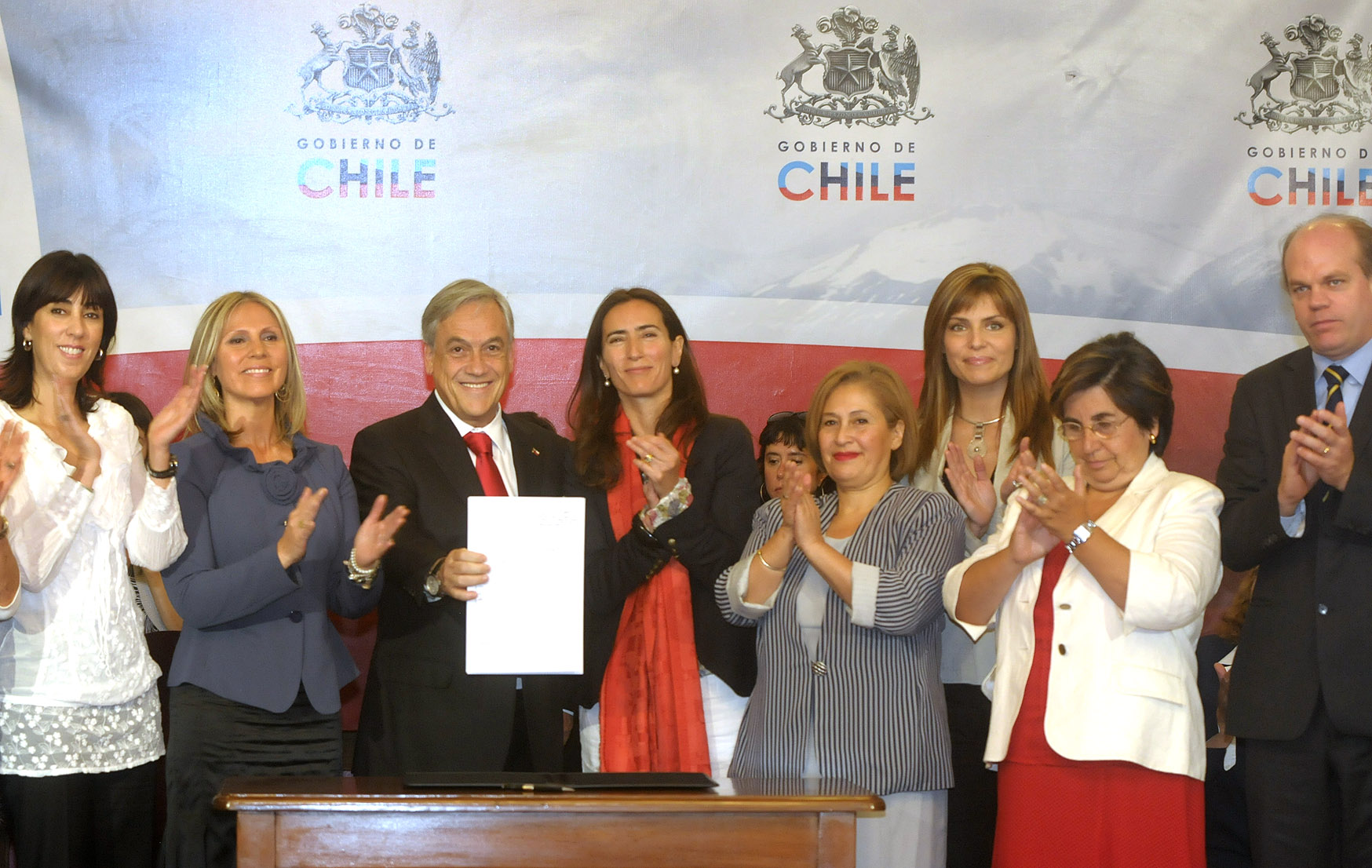
Promulgation de la loi contre le féminicide au Chili, 2010.

Dans plusieurs pays d’Amérique latine, le féminicide est la circonstance aggravante du meurtre, lorsqu’il est commis sur une femme par son mari ou son ancien compagnon. Le féminicide est reconnu comme un crime spécifique par plusieurs pays d’Amérique latine.
Les pays dont le code pénal mentionne le féminicide sont la Bolivie, l'Argentine, le Chili, le Costa Rica, la Colombie, Salvador, le Guatemala, le Mexique et le Pérou.

### Belgique
En mars 2016, la Belgique a ratifié la Convention d’Istanbul.
Le suivi des chiffres officiels des féminicides en Belgique se limite aux données administratives du parquet et de la police belge. Tout comme aux Pays-Bas, cela se traduit également par des données limitées en Belgique: les données collectées contiennent principalement des informations sur le type de crime tel que le meurtre ou l'homicide involontaire et l'auteur. Il n'y a que peu ou pas d'informations sur les victimes. En raison de diverses limites de ces données, la plateforme Stop Feminicide a été créée en 2017 afin de pouvoir également surveiller les féminicides de manière non officielle, . L'Institut européen pour l'égalité entre les hommes et les femmes (EIGE) conseille donc à la Belgique d'établir une définition claire du féminicide et une vaste collecte de données comprenant également des informations sur la relation entre victimes et agresseurs. Ils recommandent également de séparer ces chiffres par sexe.
Pour mieux comprendre le phénomène en Belgique, le Plan d'action national contre les violences basées sur le genre (PAN) 2021-2025 accorde davantage d'attention au fémicide, . À la suite de ce PAN, une loi-cadre a été votée le 28 octobre 2022 à l'initiative de la secrétaire d’État à l’Égalité des genres Sarah Schlitz pour mieux recenser les violences meurtrières à l'égard des femmes. Cette loi-cadre envisage de définir le féminicide et de fournir des indicateurs clairs pour le mesurer. Aucun changement n'est prévu dans le code pénal, ce qui signifie que le féminicide ne deviendra pas un crime distinct , .

### Canada
Le féminicide entre généralement dans l'infraction du meurtre au premier degré parce que l'auteur d'un féminicide a une intention spécifique de tuer une femme parce qu'elle est une femme, ce qui suggère une préméditation. Lorsque les procureurs de la poursuite sont incapables de faire la preuve de la préméditation ou du fait que l'acte est de propos délibéré, mais qu'ils sont convaincus de l'intention spécifique de tuer ou de l'intention spécifique de causer des lésions corporelles de nature à causer la mort, l'infraction de meurtre au deuxième degré peut aussi être utilisée. Lorsque le décès de la femme résulte d'un acte illégal où la mort n'est pas intentionnelle ou bien lorsqu'il résulte de la négligence criminelle, l'infraction utilisée sera plutôt l'homicide involontaire coupable. Le meurtre au premier degré, le meurtre au deuxième degré et l'homicide involontaire coupable sont des homicides.
Le mot féminicide n'est pas explicitement utilisé dans le Code criminel, bien qu'il existe un mouvement qui vise à inscrire le mot au Code criminel. Par contre, le Code criminel retient dans les circonstances aggravantes le fait que l'infraction soit motivée par des considérations discriminatoires telles que le sexe, l'origine nationale et la race ou qu'elle constitue un mauvais traitement de son partenaire intime. En outre, l'art. 231 (5, 6 et 6.2) C.cr. énonce des cas de meurtres aggravés que le législateur assimile à des meurtres au premier degré, dont certains cas visent des féminicides, soit un meurtre pendant une agression sexuelle, un meurtre pendant une agression sexuelle grave, un meurtre pendant une agression sexuelle armée, un meurtre pendant un enlèvement et une séquestration, un meurtre au moment d'un harcèlement criminel, un meurtre au moment d'une intimidation d'une personne associée au système judiciaire (par ex. une juge, une gardienne de prison, une avocate, une greffière, une notaire).

### France

#### Aspects juridiques
Certaines dispositions du droit pénal visent expressément ou implicitement des meurtres dont les femmes sont spécifiquement victimes. C'est notamment le cas quand il est fait mention d'une circonstance aggravante concernant le meurtre d'une personne dont la grossesse est apparente ou connue de son auteur. La peine encourue est la réclusion criminelle à perpétuité. La peine encourue est identique lorsque la victime homme ou femme est conjointe ou parente de la personne auteure des faits (article 221-4 du code pénal),,.
Il est toutefois difficile d'établir la preuve de tels motifs, et il n'existe pas encore de statistiques sur le sujet.
De plus, selon la Commission nationale consultative des droits de l'homme en 2016, ces dispositions sont peu ou mal appliquées, et elle préconise que les circonstances aggravantes ne s'appliquent pas uniquement au caractère conjugal des violences, mais aussi à la dimension sexiste de la violence, car « dans le cas des violences contre les femmes, ce n'est pas seulement […] tel lien relationnel entre deux individus qui est en cause, mais bien le rapport de genre sous-jacent ».

#### Absence de dénomination
En France, le législateur a fait le choix de mettre l'accent sur le sexisme, dont les hommes peuvent être aussi victimes, plutôt que sur le motif de féminicide. Cette alternative respecte le principe de neutralité du droit pénal. Pour autant le meurtre à raison du genre n'est pas en soi une circonstance aggravante de l'homicide volontaire dans la loi française.
La Commission nationale consultative des droits de l'homme estime que l'introduction du terme de féminicide dans le code pénal « comporterait le risque de porter atteinte à l'universalisme du droit et pourrait méconnaître le principe d'égalité de tous devant la loi pénale » puisque le motif concernerait « l'identité féminine de la victime » ; cette même commission encourage toutefois l'utilisation du terme dans le langage courant, car « en refusant de reconnaître la spécificité de certains homicides sexistes et en prétendant que le terme “d'homicide” parce qu'il serait universel, permet de désigner aussi bien les meurtres de femmes que ceux d'hommes, on contribue à invisibiliser certains rapports de sexe et une construction sociale fondée sur le genre qui est largement défavorable aux femmes ».
Pour la députée Pascale Crozon, auteur d'un rapport sur le sujet, parler de féminicide n'implique pas de reconnaître que le meurtre d'une femme serait plus grave que celui d'un homme. Elle préconise que le mot soit utilisé sur la scène internationale, le vocabulaire administratif et les médias mais qu'il ne soit pas introduit dans le droit français. Des juristes partagent cet avis, estimant que les lois actuelles couvrent non seulement les cas de féminicides, mais aussi les autres délits à caractère sexiste. Pour les féministes, la spécificité de ces violences se doit d'être prise en compte et ce, même si elle n'est pas intégrée dans le vocabulaire juridique.
Céline Parisot, présidente de l’Union syndicale des magistrats, estime que « Le principe d’égalité devant la loi s’oppose à ce que les crimes soient “genrés” ».

### Suisse
La grève des femmes du 14 juin 2019 en Suisse a porté dans ses revendications le thème des violences domestiques et les meurtres de femmes par leur conjoint ou ex-conjoint, traités encore récemment comme des faits divers isolés. La législation suisse s'appuie sur la Convention d'Istanbul, et publie des statistiques sur « la violence domestique selon les sexes ».

## Lutte contre les féminicides

### Condamnation d'États pour manquements dans la lutte contre le phénomène
Le droit à la vie est considéré comme l'un des droits essentiels des êtres humains. La responsabilité de certains États a été reconnue par la Cour européenne des droits de l'Homme en raison du manque de diligences mises en œuvre pour éviter des féminicides pourtant annoncés. C'est le cas de la Turquie, avec l'arrêt Opuz contre Turquie en 2009. La Cour a rappelé que l’État a non seulement « l’obligation d’empêcher les atteintes illégales au droit à la vie, mais également de prendre toutes les mesures appropriées pour préserver la vie sur son territoire », et particulièrement en fonction de ce que « les autorités savaient ou auraient dû savoir, à ce moment-là, de la réalité et de l’imminence du risque d’atteinte à la vie concernant une personne donnée ». Pour la juriste Gaëlle Breton-Le Goff, cet arrêt s’illustre par sa volonté de s’insérer un courant international qui tend à considérer la violence conjugale comme une violence spécifique au sexe et à obliger les États à prendre des mesures efficaces pour lutter contre elle,.
Sur le continent américain, la Cour interaméricaine des droits de l'homme, saisie pour les cas de huit des meurtres de Ciudad Juaez a posé les mêmes principes lorsqu'elle a condamné en 2009 le Mexique pour son manque de diligences dans les enquêtes, son impéritie dans la prévention des disparitions et son traitement discriminatoire à l'égard des femmes, en le reconnaissant coupable entre autres de violation du droit à la vie, à l'intégrité et à la liberté individuelle. La sanction s'est accompagnée d'une série d'obligations de natures diverses (éducation, révision des procédures d'enquête et de prise en charge des cas signalés, reprise des enquêtes sur d'autres cas non élucidés et enquêtes sur les défaillances, obligation de publication de résultats sur Internet, etc.,).
En France, l'État est condamné en avril 2020 pour faute lourde à la suite de l'assassinat d'Isabelle Thomas et de ses parents : alors que celle-ci avait alerté les services de police par des plaintes et mains-courantes sur les risques qu'elle encourait face à un conjoint ne respectant l'interdiction d'entrer en contact avec sa victime émise dans l'attente de son procès, après qu'il avait tenté de l'étrangler, aucune mesure supplémentaire n'avait été prise. Le Tribunal de Paris condamne l'État en première instance, à 100 000 de dommages et intérêts, jugeant que les services de police « n’avaient pas tout mis en œuvre pour retrouver Patrick Lemoine alors qu’il violait son contrôle judiciaire ». C'est la troisième condamnation de la France pour des motifs analogues.

### L'Espagne, un pays considéré comme précurseur dans la protection contre les conjoints ou ex-conjoints violents
L'Espagne, qui a vu son nombre de féminicides liés à des violences conjugales se réduire de 71 femmes tuées en 2003 à 47 pour l’année 2018, est considérée comme étant en pointe en Europe dans la lutte contre ce phénomène, et un modèle à suivre. Depuis 1999, après le choc provoqué par l'assassinat en 1997 d'Ana Orantes, une victime de violences conjugales brulée vive par son ex-mari trois jours après avoir témoigné à la télévision, elle a progressivement mis en place un arsenal de moyens variés et complémentaires pour lutter contre ces meurtres, dans un programme visant spécifiquement les violences de genre commises contre les femmes,. Selon l'Express, l'Espagne apparait comme un « modèle à suivre » par les associations, les médias et des politiques, grâce à des « lois ambitieuses » et une « mobilisation de la société civile ». Pour France Info, l'Espagne est un « modèle européen ». Selon La Croix, « l’Espagne reste pionnière dans sa lutte contre les féminicides et constitue un exemple à suivre pour d’autres pays ».
En 1999 est créée une infraction spécifique si les violences sont habituelles.
En 2003, est mise en place la loi qui régit les ordonnances de protection pour les femmes victimes de violences, ainsi qu'un premier recensement systématique des femmes tuées par leur conjoint ou ex-conjoint,. Ces ordonnances de protection sur lesquelles les juges ont 72 heures pour statuer intègrent à la fois des mesures civiles et pénales, dont l'interdiction faite aux conjoints ou ex-conjoints violents d'entrer en contact avec leurs victimes. Conçues pour accorder « un statut de protection intégral », avec un préambule rappelant « la nécessité d'une réponse intégrale, la coordination comme moyen absolu », elles incluent en outre des mesures d'aides sociales. 20 000 de ces ordonnances ont été accordées en 2018.
La loi organique mise en place en 2004 sous le gouvernement socialiste de José Luis Zapatero est « un modèle dans la lutte contre les "violences machistes" » et une « volonté de solder une bonne fois pour toutes l'héritage franquiste" en matière sociétale »: sensibilisation, création de 106 tribunaux spéciaux avec des procédures accélérées. Cette loi en 5 volets vise à couvrir l'ensemble des moyens d'actions contre les violences faites aux femmes dans le cadre de relations de couples, avec ou sans cohabitation :
- un premier volet concerne l'éducation, avec des programmes scolaires visant à enseigner l'égalité de genre et la résolution pacifique des conflits ; et d'autres programmes de formation continue des professionnels de santé pour détecter les situations de risque et assister les femmes concernées ;
- le second volet, orienté sur les droits des femmes, prévoit une aide judiciaire, des prestations sociales en cas de salaire inférieur à 75 % du salaire minimum si leurs difficultés à trouver un emploi résulte de leur âge, d'un manque de formation ou d'une situation personnelle particulière. Le droit à la mobilité géographique dans l'emploi est facilité tout comme la réorganisation du temps de travail ; les personnes âgées victimes de violences conjugales se voient affecter un droit de priorité pour l'accès aux maisons de retraites publiques ;
- le troisième volet est de nature institutionnelle ; outre la création d'un observatoire des violences faites aux femmes, chargé d'analyser et suivre les cas rencontrés, ce volet instaure la mise en place d'un système de coordination de tous les acteurs concernés : justice, secteurs sanitaire et social, organismes chargés de l'égalité entre les sexes ;
- le quatrième volet est d'ordre pénal, avec la création de circonstances aggravantes en cas d'agressions, menaces ou coercition exercées contre des personnes en situation de faiblesse vivant sous le même toit ou contre l'épouse ou compagne ; dans le même temps certains actes qui relevaient du délit sont criminalisés ;
- le cinquième et dernier volet touche à l'organisation judiciaire, avec la création de tribunaux spécialisés, compétents aussi bien en matière civile que pénale[158].

En 2008, le pacte d'État contre la violence sexiste, visant à intégrer des composantes de la convention d'Istanbul, et décliné en 200 points d'action, est finalement autorisé grâce à une modification de loi de 2004.
Le coût global de ce programme est de 220 millions d'euros en 2019.
En 2009 le gouvernement étend le port du bracelet électronique aux conjoints et ex-conjoints violents qui sont entre 1200 et 1500 à le porter en 2018. Il permet à la victime et aux autorités de savoir si ce dernier a franchi le périmètre de protection de 500 m défini par la justice. Aucune femme protégée par ces bracelets électroniques n'a été victime d'agression depuis des années, les forces de l'ordre intervenant dans les dix minutes. Les principales failles du modèle espagnol selon les chercheuses Emanuela Lombardo et María Bustelo sont le « champ étroit de violences qu'elle vise, lequel ne concerne que celles entre partenaires ou ex-partenaires ». En sont exclus « le harcèlement sexuel, le viol, le trafic de femmes, les violences sexuelles hors des relations de couple, l'usage d'un langage sexiste, etc. ».
Toutefois, malgré ces succès, le consensus national qui s'était créé risque d'être remis en cause avec l'arrivée aux Cortes du parti d'extrême-droite Vox « dont un des chevaux de bataille est le combat contre les féministes » selon La Croix. Selon lui, au nom de l'égalité entre les sexes, la législation mise en place par le socialiste José Luis Zapatero en 2004 doit être abolie, car elle bénéficierait aux femmes au détriment des hommes. Ce parti milite pour le remplacement de la loi sur la violence de genre par une loi offrant la même protection pour les femmes, les hommes, les enfants et les personnes âgées victimes d'abus, ainsi que pour la suppression de toutes les subventions aux associations féministes.

### France

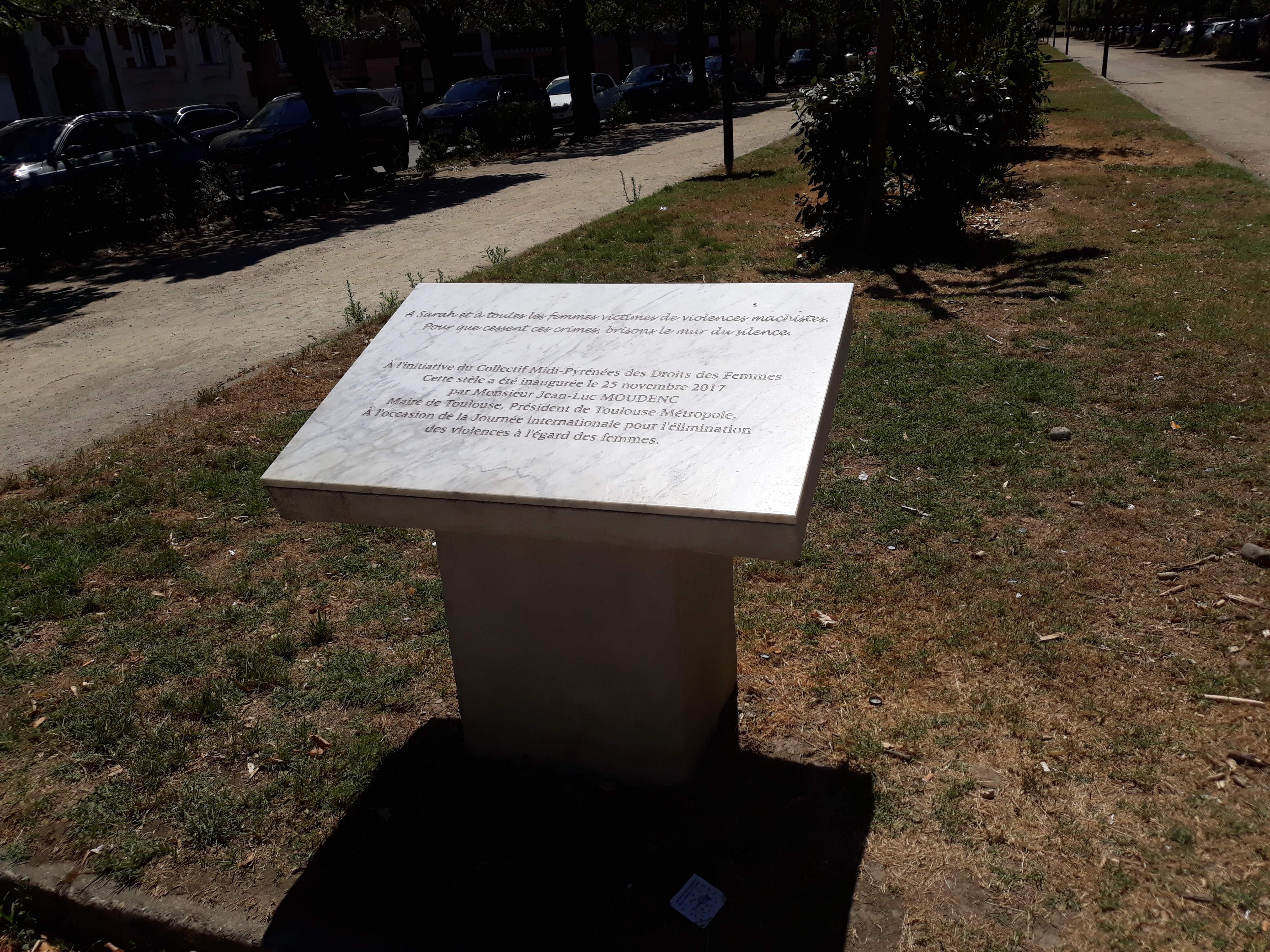
Stèle commémorative à Sarah et toutes les femmes victimes de violence machiste à Toulouse (Haute-Garonne).

Le Collectif Féminicides par compagnons ou ex, qui recense les femmes présumées victimes de crimes conjugaux en France Métropolitaine et dans la France d'outre-mer, communique systématiquement sur les évènements qu'il recense. Il affirme que son action a eu pour effet de favoriser l'utilisation par les médias du terme de « féminicide » et de faire reculer celle d'autres expressions comme « crime passionnel » ou « drame conjugal ».
À Paris le 6 juillet 2019, a été organisé un « rassemblement contre les féminicides ». Des féministes, dont Caroline De Haas, Rokhaya Diallo, Lauren Bastide et Inna Chevtchenko, publient une tribune le 4 juillet 2019 pour appeler à la lutte contre les féminicides. Le 7 juillet, le président Emmanuel Macron réagit et adresse un message aux 74 victimes de meurtre conjugal via une vidéo postée sur les réseaux sociaux. Le 5 octobre, les Femen manifestent au cimetière du Montparnasse pour dénoncer les féminicides.
En 2019, après le « Grenelle des violences conjugales », le gouvernement Philippe annonce une série de mesures, et un budget de 360 millions d'euros à la réalité contestée, ne traduisant pas d'effort supplémentaire, alors que les besoins sont estimés à plus 1,1 milliard d'euros,. Une rallonge de 4 millions d'euros est annoncée pour 2020 dans le cadre de la loi de finance rectificative, le nombre de places d'hébergement d'urgence étant jugé encore en 2021 notoirement insuffisant.
Le quotidien Le Monde, revenant dans un dossier « Féminicides - Mécanique d'un crime annoncé » sur les 120 féminicides recensés en 2018, constate que les mécanismes sont connus, et que dans un tiers des cas, les victimes avaient déposé au moins une plainte ou une main-courante, mais que 80 % de ces plaintes avaient été classées sans suite. Le journal en conclut que ces morts annoncées auraient pu être évitées et que la prévention se heurte à des failles dans la prise en charge. Après l'assassinat prévisible de Chahinez Daoud à Mérignac en 2021, une commission d'enquête conclut à « une suite de défaillances qui peuvent être reprochées à différents acteurs dans la communication et la coordination entre les services », et six mesures présentées comme nouvelles sont annoncées, dont l'augmentation du nombre de téléphones grave danger, qui devrait être porté à 3 000 en 2022, ainsi que « la mise en place une "unité de protection de la famille" dans tous les commissariats de Gironde, où a eu lieu le féminicide ».
En 2024, la France dote chaque tribunal et cour d'appel d'un pôle spécialisé dans les violences intrafamiliales, placé sous la responsabilité d'un magistrat « coordonnateur » spécialement formé sur le sujet. Cette disposition fait suite aux critiques d'une prise en charge mitigée de ces questions par les autorités compétentes (magistrature, police, gendarmerie).
En mars 2025, Netflix diffuse une minisérie intitulée De rockstar à tueur : le cas Cantat, en 3 épisodes, coréalisée par Anne-Sophie Jahn, Nicolas Lartigue, Zoé de Bussierre et Karine Dusfour,. La série, fruit d'une enquête ayant débuté en 2016, revient sur les morts de Marie Trintignant et de Krisztina Rády, et connaît un grand succès de diffusion et médiatique. Le documentaire témoigne d'un changement de regard sur Bertrand Cantat, lié aux évolutions sociétales depuis l'émergence du mouvement MeToo. La thèse du « crime passionnel », longtemps véhiculée par les médias et l'opinion publique, a progressivement fait place à celle d'un véritable féminicide,,.

#### Collages

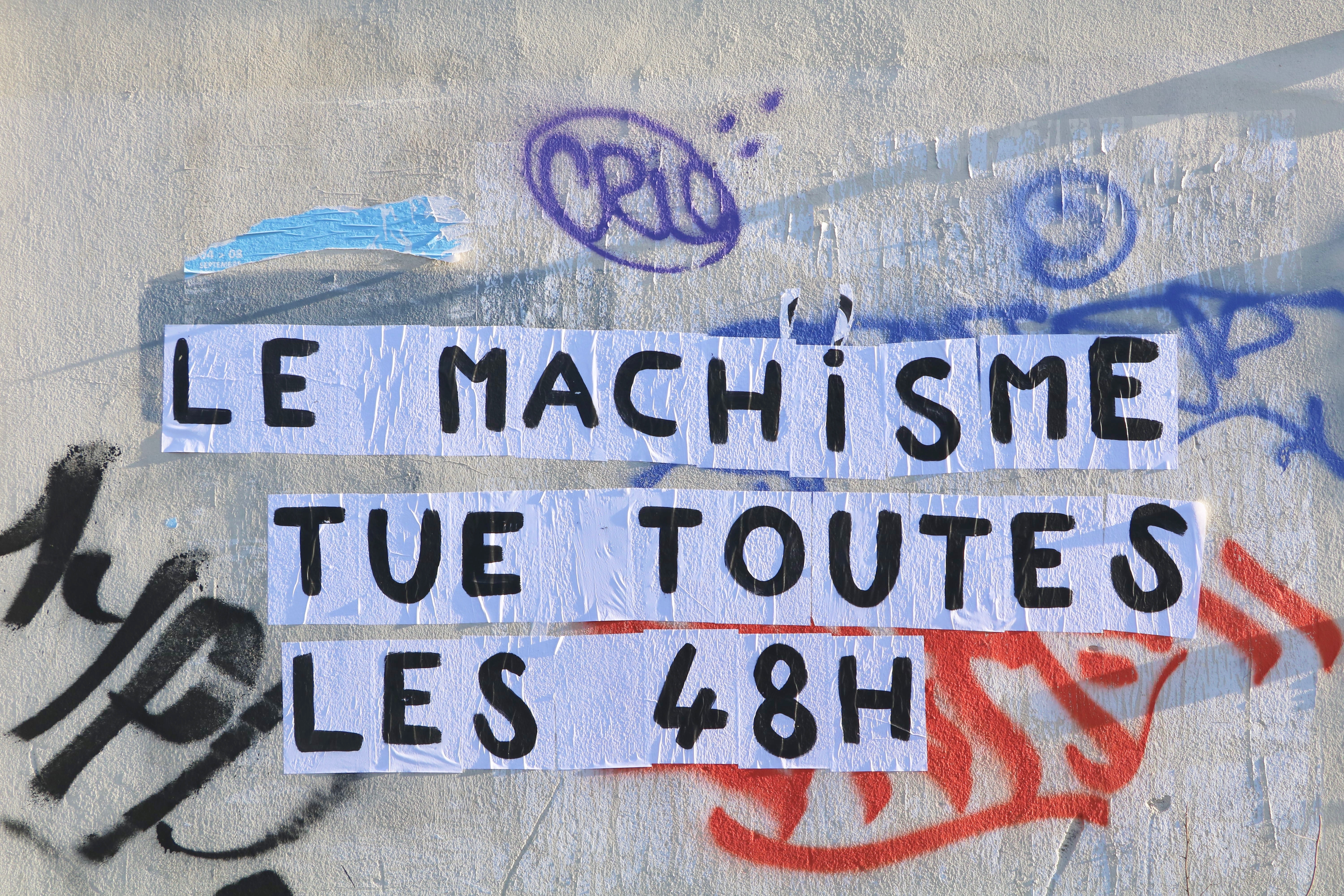
Collage féministe en 2019.

Un mouvement de collages « anti-féminicides » commence dès le 30 août 2019. Ces actions ont été initiées par Marguerite Stern, une ancienne militante Femen.
Ces collages affichent des slogans qui ont pour but de sensibiliser et de dénoncer l'inaction des pouvoirs publics à agir efficacement contre les violences faites aux femmes. Les messages rendent hommage aux victimes de féminicide. Ils affichent des phrases courtes qui décrivent les circonstances des meurtres ou qui portent une visée générale, tout en essayant de heurter la sensibilité des lecteurs. La plupart de ces collages sont composés de lettres capitales peintes en noir affichées une à une sur une feuille, de façon à limiter les dommages au mobilier urbain.
Des centaines de messages sont apposés sur des murs, dont des lieux jugés « symboliques » comme des institutions gouvernementales, ou très fréquentés comme des musées. Le phénomène se développe dans un premier temps à Paris, dans le XIVe arrondissement, puis se répand depuis septembre 2019 via plusieurs collectifs présents dans des grandes villes de France ainsi qu'en Belgique. Depuis décembre 2019, le phénomène commence à se mondialiser et interpelle d'autres militants féministes.
On recense néanmoins des cas de verbalisations et d'arrestations de militantes par les forces de l'ordre durant des séances de collage,.

### Rôle des médias sociaux dans la prise de conscience
Les réseaux sociaux contribuent à la prise de conscience du phénomène.
- Iran

Le 6 février 2022 à Ahvaz, Mona Heidari, mariée à 12 ans est décapitée à 17 ans par son mari et son beau-frère. La vidéo du mari, sourire aux lèvres, arborant en pleine rue son macabre trophée, suscite une vague d'indignation à travers le pays. Les deux hommes sont arrêtés.
- Égypte

Le 20 juin 2022, Nayera Ashraf, une étudiante de 21 ans, est assassinée devant son université pour avoir décliné une demande en mariage. La scène, filmée, a suscité une vague d'indignation. Son agresseur est condamné à la peine de mort, le tribunal demandant que l’exécution puisse être en partie retransmise.

### Actions des artistes dans la prise de conscience
En 1977, à Los Angeles aux États-Unis, Suzanne Lacy et Leslie Labowitz s'associent à d'autres femmes pour créer la performance In Mourning and in Rage. En deuil et en colère en réaction à une série de meurtres de femmes et à la façon dont les médias ont présenté les faits sous le nom d'Hillside Strangler, présentant uniquement les femmes en tant que victimes et alimentant le climat de peur. Les artistes ont volontairement choisi de médiatiser largement cette performance afin d'agir sur les prises de conscience et les actions politiques notamment en matière de soutien aux actions d'autodéfense pour les femmes.

### ONU
L'UNODC développe depuis 2017 un prototype de « plateforme de surveillance féminicide ». Ce site met à disposition des informations clefs sur le féminicide : définitions, données officielles et documents de référence, les meilleures pratiques dans divers domaines d'action ainsi que la législation et les mesures de prévention du monde entier.

### INTERPOL
En mai 2023, l'Organisation internationale de police criminelle (INTERPOL) lance une campagne de résolution de cold cases de potentiels féminicides en Europe baptisée Identify Me (identifiez-moi). Cet appel à témoins international est destiné à rendre leur nom à 22 femmes, susceptibles d'avoir été assassinées et non identifiées jusqu'ici, dont les corps ont été retrouvés au cours des 40 dernières années en Allemagne, Belgique et aux Pays-Bas.
Des éléments clés des dossiers des victimes (objets, tatouages, reconstitution faciale…) sont accessibles sur le site d'Interpol dans plusieurs langues en vue de permettre d’identifier les femmes décédées. Les éléments susceptibles de choquer un public non averti ne sont pas affichés.
L'appel à témoins de 2023 a permis de recueillir plus de 1 500 témoignages et d'identifier une victime, Rita Roberts, citoyenne britannique de 31 ans dont le corps a été découvert à Anvers il y a plus de trente ans. Des proches de la victime reconnaissent son tatouage sur les documents mis en ligne par Interpol.
En octobre 2024, la campagne est relancée avec cette fois 46 dossiers non résolus. L'appel à identification est étendu à trois autres pays : la France, l'Espagne et l'Italie.
Elle est soutenue par des personnalités comme la chanteuse belge Axelle Red, l'actrice néerlandaise Carice van Houten et la patineuse artistique italienne Carolina Kostner.
En France, Marie-Josée Pérec, championne olympique d’athlétisme, et Sarah Biasini, actrice et auteure, sont les deux ambassadrices de l’opération Identify me 2024.
Une carte indique les lieux de découverte des victimes. En France, 7 femmes dont les corps ont été retrouvés et non identifiés font l'objet d'un appel à témoins.
Des indices-clés permettant d'identifier les victimes sont mentionnés et permettent de lancer des appels à témoins au niveau local.